# ヤベシュ
ヤベシュ（英語:Jabesh）は、旧約聖書に登場するの町の名前である。ヤベシュ・ギルアデ(Jabesh Gilead)の省略形である。ヤベシと訳される事もある。
ヨルダン川の東にあり、ギルアデの地における重要な町であった。
この町は、士師の時代にはベニヤミン族との戦いに参加しなかったので、聖絶された。
サウルはヤベシュ・ギルアデを助けてアモン人に勝利した。後に、サウルとその息子たちがペリシテ人との戦いで戦死した時に、この町の住民はサウルたちの死体をベテ・シャンの城壁からはずして、ヤベシュに運んで葬った。